# Pískovna Žizníkov
Pískovna Žizníkov je přírodní památka v katastrálním území Žizníkova, části města Česká Lípa v Libereckém kraji. Přírodní památka byla vyhlášena za účelem ochrany místních společenstev živočichů a rostlin, jejichž existence je vázaná na raně sukcesní stadia písčitých a ostatních ploch, které jsou doplněny drobnými vodními plochami. 

## Historie
Chráněné území vyhlásil Krajský úřad Libereckého kraje dne 28. září 2018. V následujících letech Liberecký kraj připravoval opatření pro zachování hlavní důvodu existence této přírodní památky - tj. vytvoření podmínek pro udržení populace ropuchy krátkonohé po nadcházejícím ukončení těžby písku v této lokalitě. Náklady na realizaci projektu, nazvaného „Tvorba biotopů pro ropuchu krátkonohou v Žizníkově“,  byly naplánovány ve výši 1.453.047 Kč, z čehož převážná část má být hrazena z operačního programu „Životní prostředí“. V rámci tohoto projektu vznikly do roku 2021 na území pískovny nové písečné přesypy a mělké tůně. Aby zde mohla být zachována populace chráněných živočichů, budou tyto plochy průběžně udržovány s pomocí odpovídající techniky  i v příštích letech.

## Přírodní poměry
Chráněné území se nachází v nadmořské výšce od 258 do 270 metrů na východním okraji České Lípy zhruba čtyři kilometry od středu města, v prostoru mezi vesnicemi Žizníkov, Heřmaničky a Vítkov, které jsou administrativně částmi města. Z jihu je přírodní památka ohraničena tělesem železniční trati  Liberec – Česká Lípa. Podél trati vede hranice nejsevernějšího výběžku chráněné krajinné oblasti Kokořínsko – Máchův kraj.
Lokalita byla utvářena aktivní těžbou písku. Část území představují manipulační nebo částečně rekultivované plochy, v severozápadní části dosud probíhá těžba písku. Na lokalitě se v závislosti na srážkách vyskytují menší vodní plochy, některé z nich jsou napájeny slabými prameny.
Z geomorfologického hlediska lokalita leží v Českolipské kotlině, náležející do Zákupské pahorkatiny, která je geomorfologickým podcelkem Ralské pahorkatiny, členitého území na západě Severočeské tabule. Horninové podloží přírodní památky je tvořeno čtvrtohorními sedimenty - pískem a štěrkem. Zdejší půdy jsou stenická podzolová kambizem a stenická regozem.

## Fauna
Hlavní důraz je kladen na ochranu místní populace kriticky ohroženého druhu ropuchy krátkonohé (Epidalea calamita). Vyskytují se zde rovněž rosnička zelená (Hyla arborea), skokan štíhlý (Rana dalmatina), ještěrka obecná (Lacerta agilis) a vzácněji užovka obojková (Natrix natrix). Z ptáků byl registrován výskyt strnada lučního (Emberiza calandra) a v aktivní části pískovny žije kolonie břehulí říčních (Riparia riparia).
Dalším kriticky ohroženým druhem, zapsaným na Červeném seznamu IUCN, je kovařík Paracardiophorus musculus, žijící v pískovnách a na štěrkových březích vodních toků. Pří entomologickém průzkumu bylo na lokalitě zaregistrováno celkem 115 druhů brouků a blanokřídlého hmyzu, z nichž osm druhů je uvedeno v Červeném seznamu bezobratlých České republiky

## Galerie

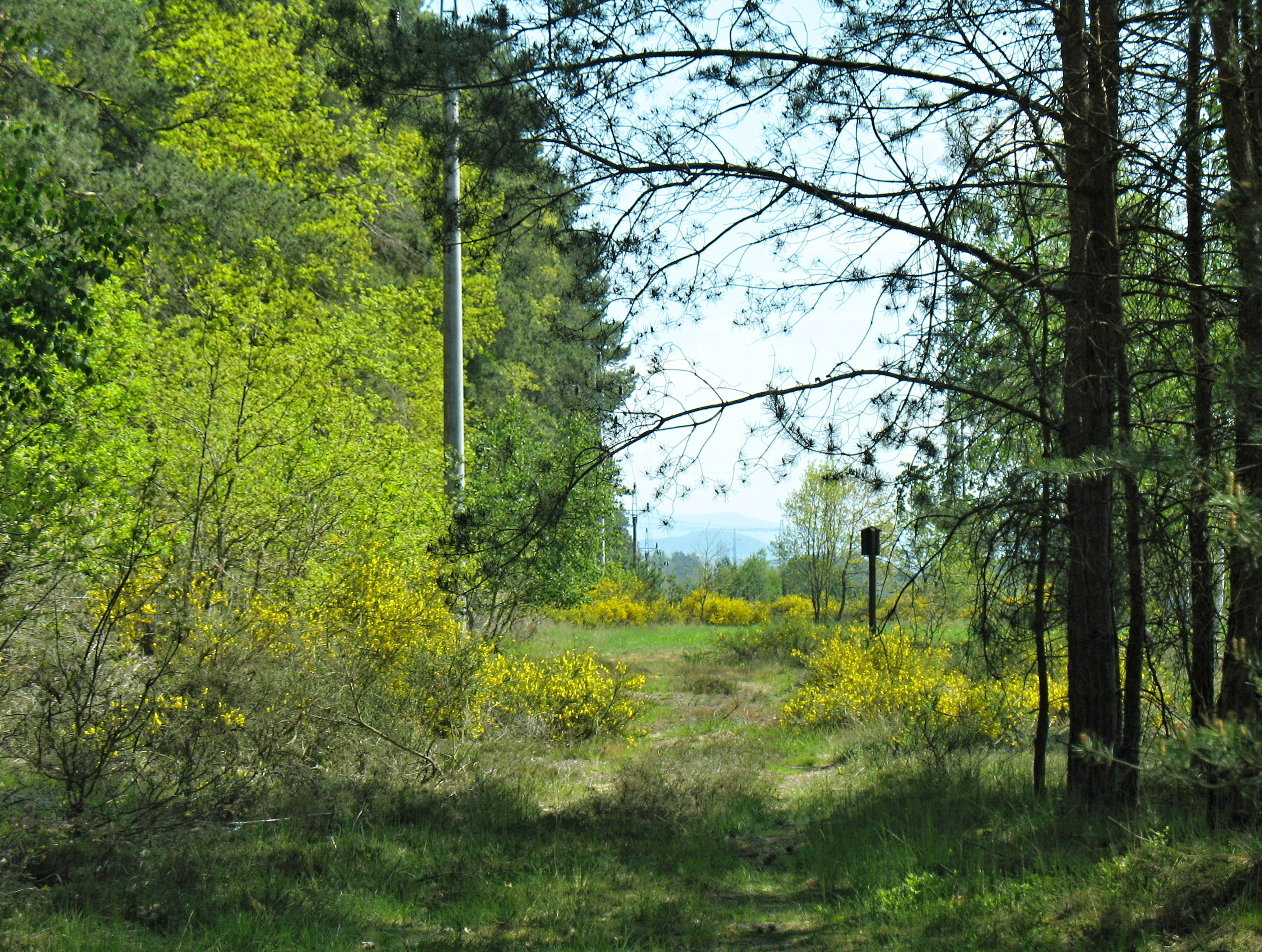
Severovýchodní hranice chráněného území
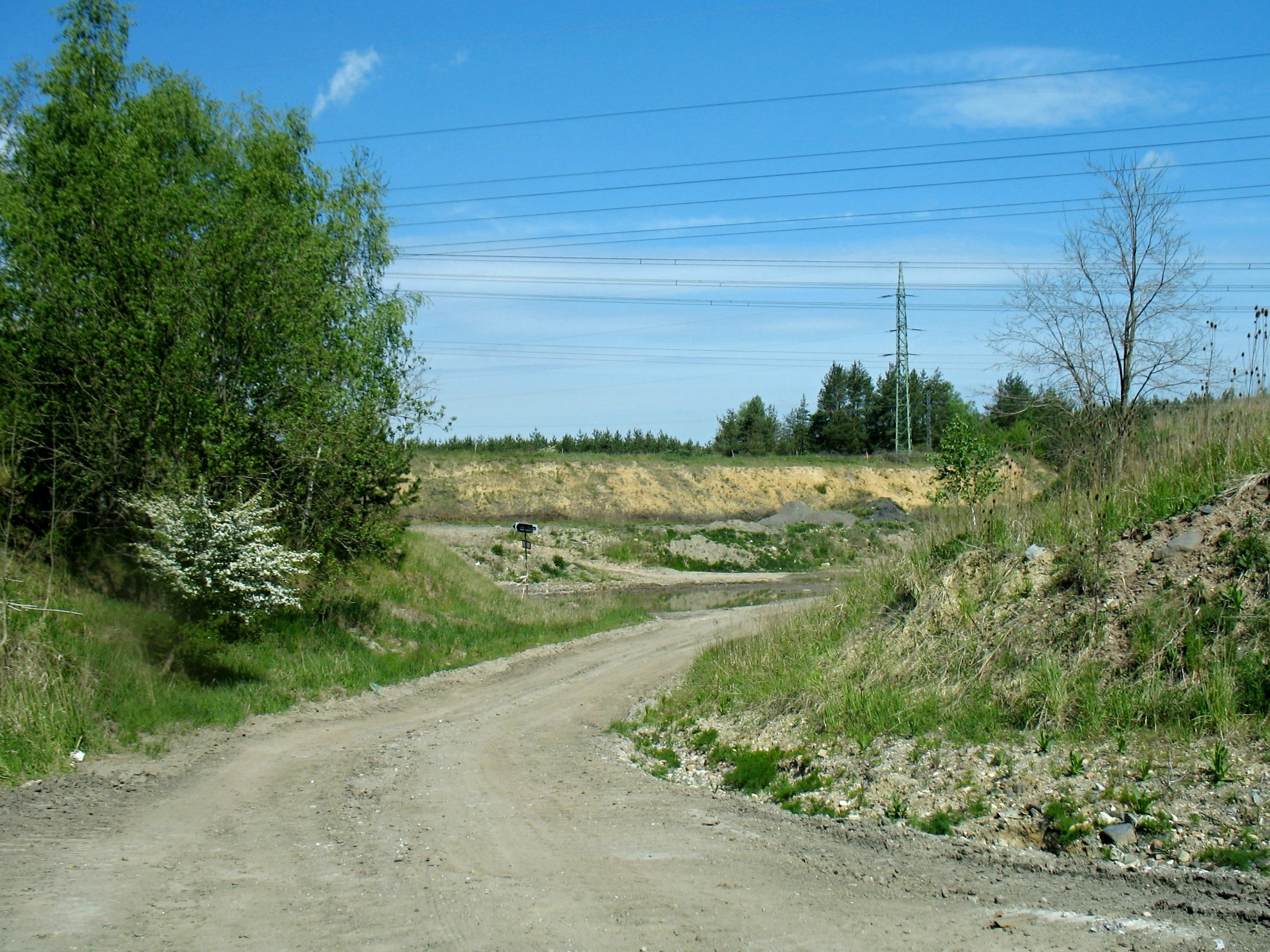
Cesta v severní části pískovny
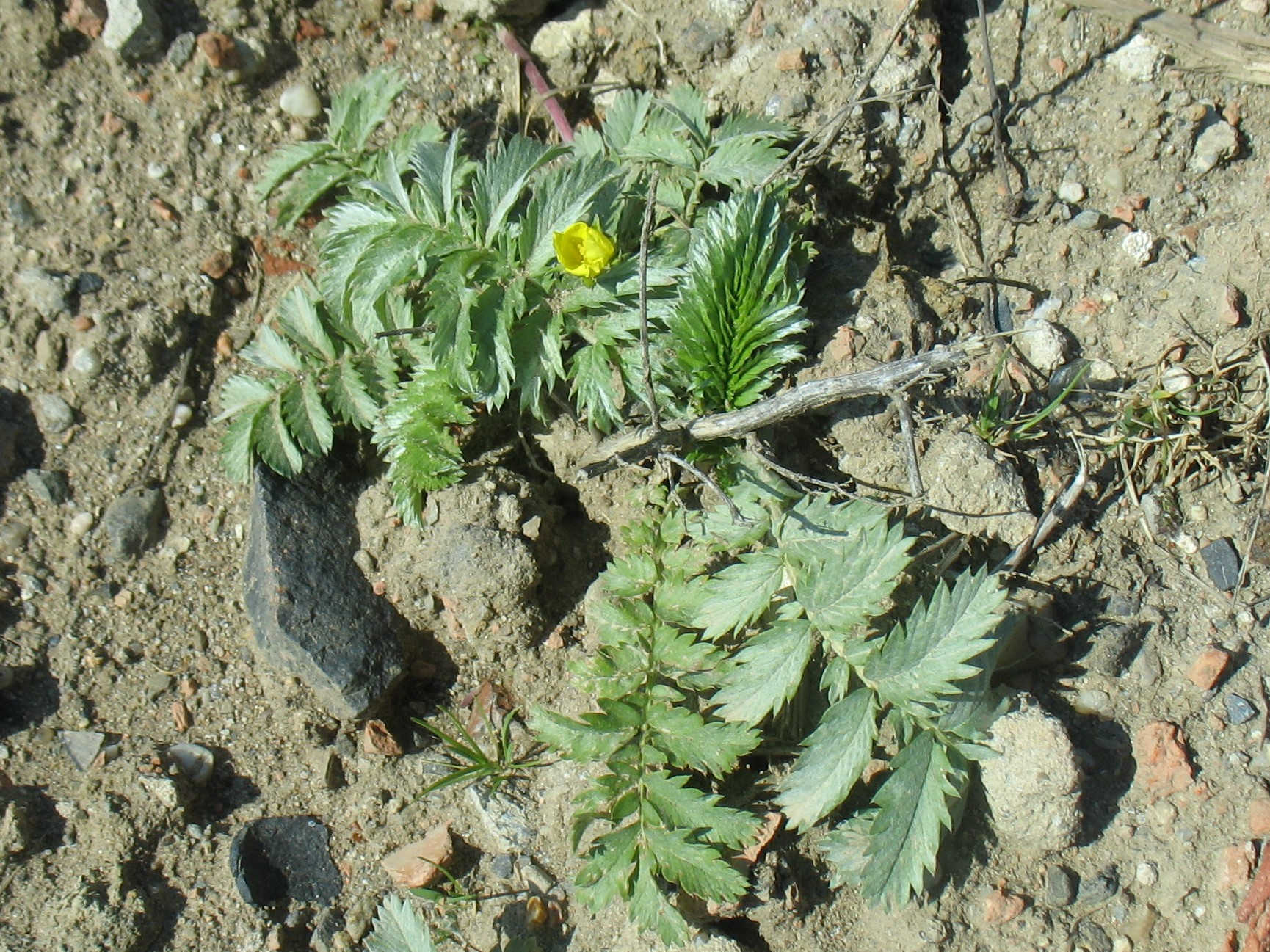
Mochna husí na chudé půdě pískovny
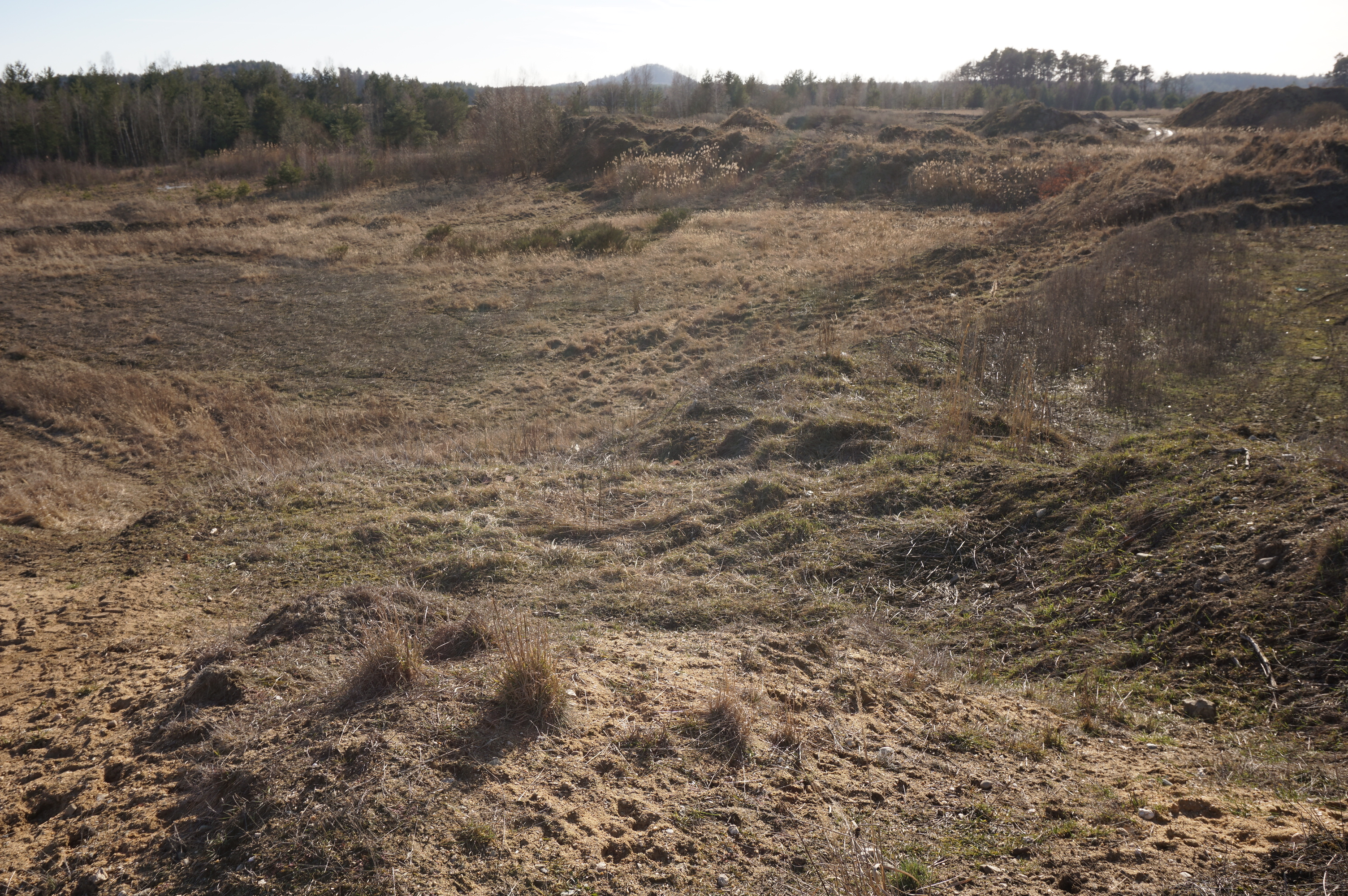
Částečně rekultivovaná pískovna v zimě
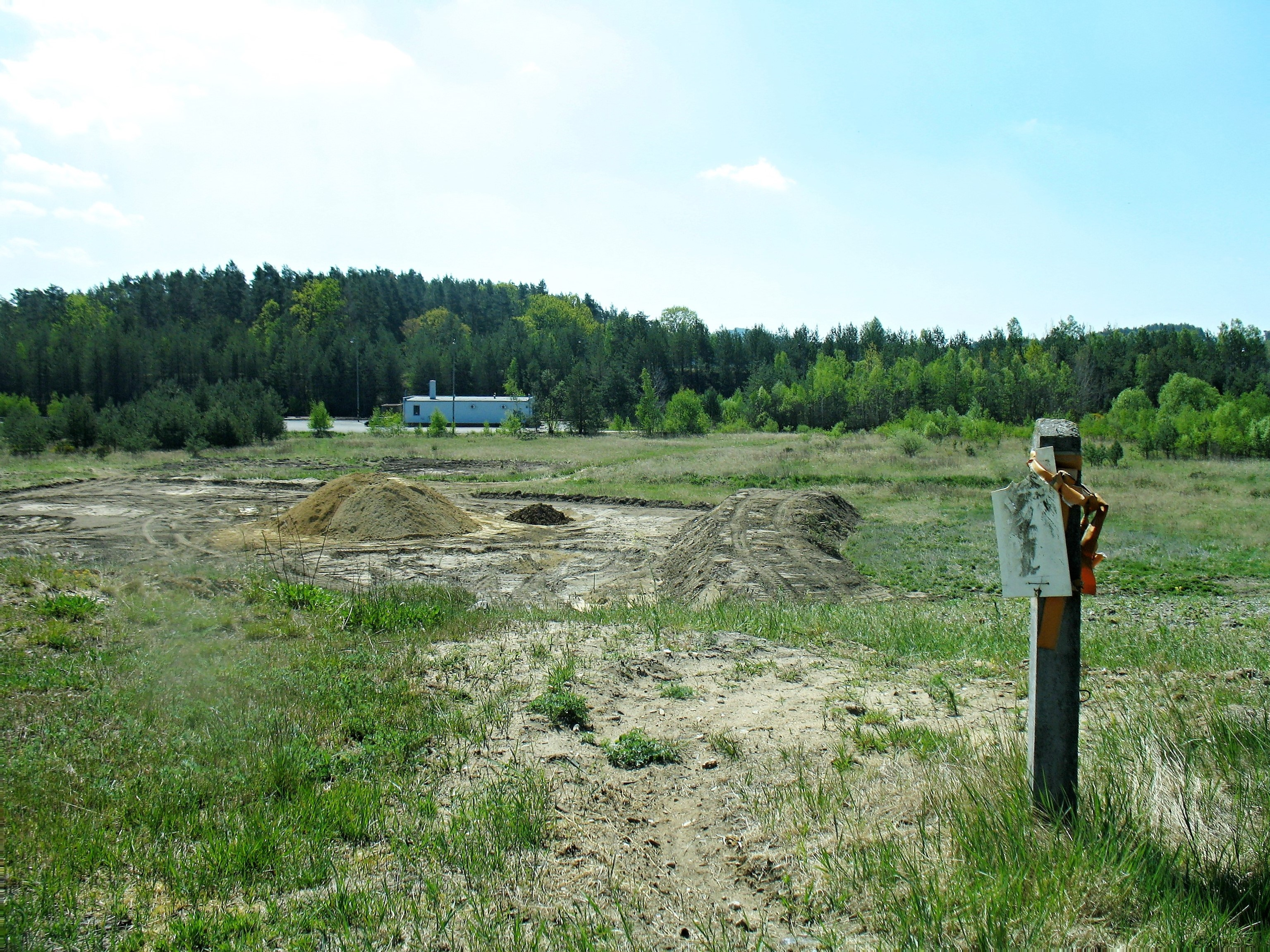
Východní část PP, v pozadí výhybna Žizníkov
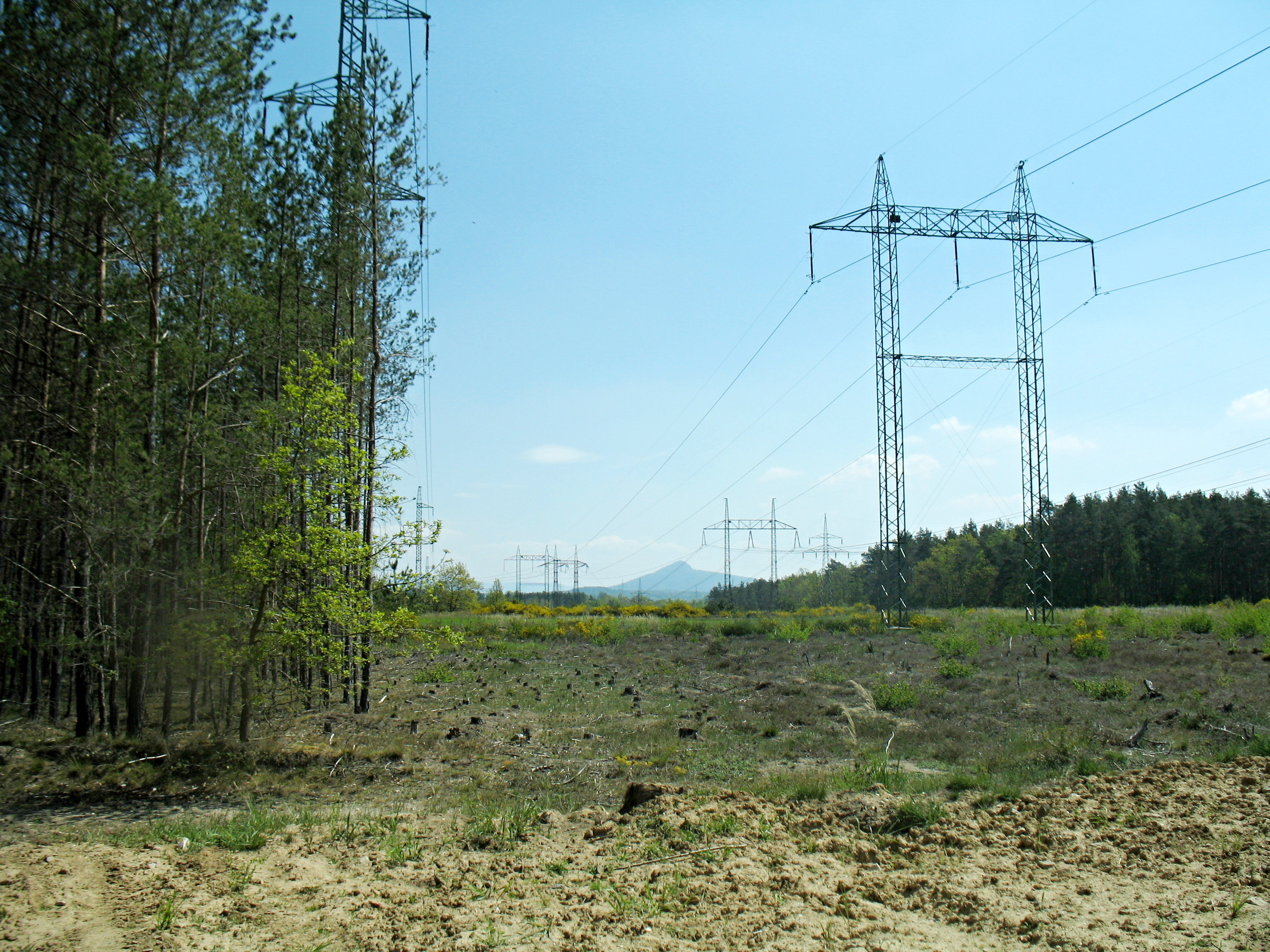
Pohled na Ralsko od východní hranice PP